# Tornaviaje

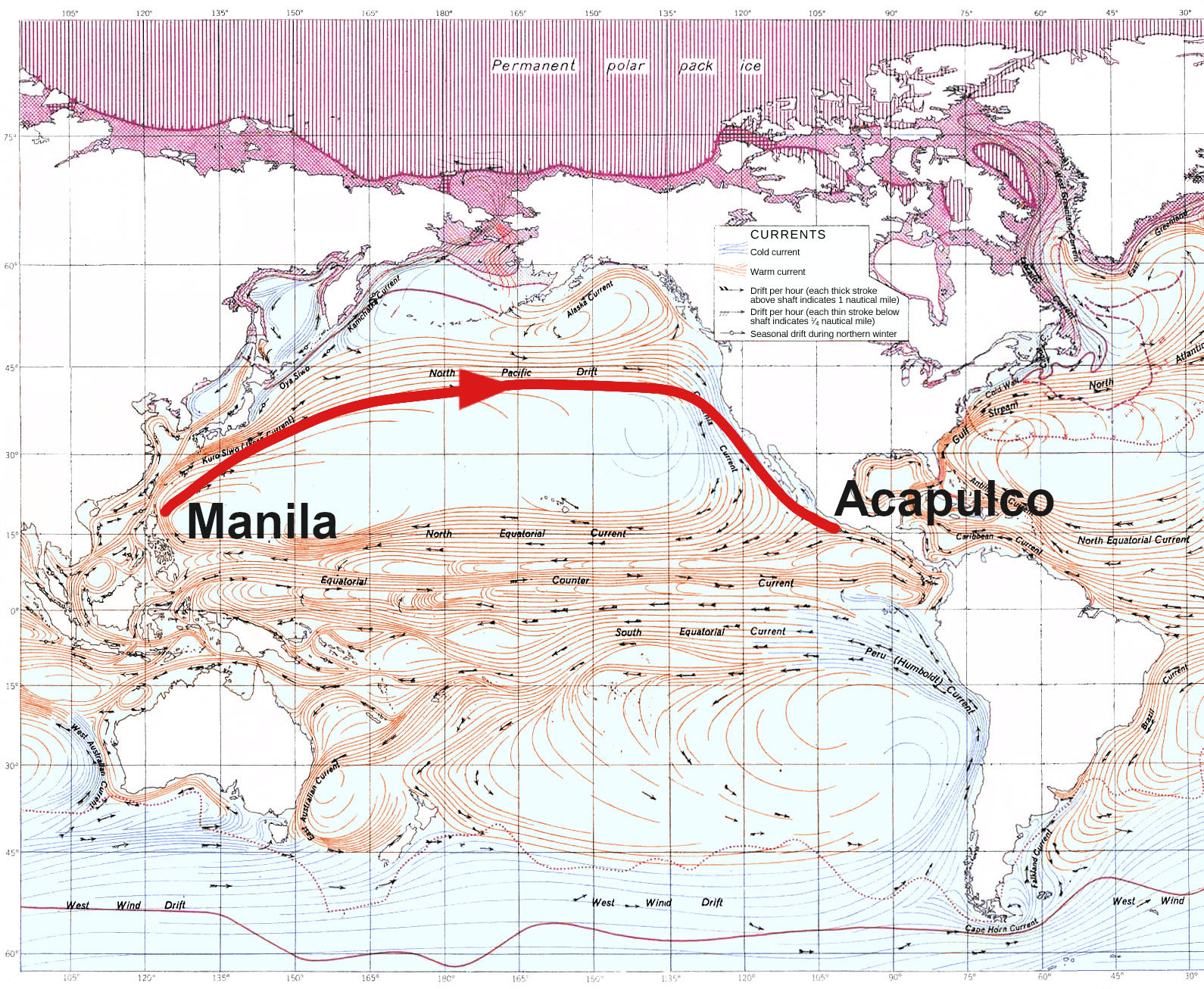
Ruta de tornaviaje de Manila, en Filipinas, a Acapulco, en México.

El tornaviaje es, literalmente, el «viaje de regreso». Entre los tornaviajes históricos más destacados se encuentra el de Cristóbal Colón, quien, aprovechando los vientos alisios a la altura de las islas Canarias para su viaje hacia el Nuevo Continente, sabía que para su tornaviaje contaría con lo que más tarde, hacia finales del siglo XVIII, se llamaría la corriente del Golfo, aunque fue documentada por primera vez en 1513 por Antón de Alaminos, el piloto de Juan Ponce de León, poco después de descubrir las costas de Florida.

Cuando en 1526 sale a la luz en Toledo el Sumario de Historia Natural de Gonzalo Fernández de Oviedo, la primera Historia Natural original que se imprimió en el mundo, hacía ya treinta y tres años que no cesaban de llegar a España buques procedentes del Nuevo Mundo. No menos de treinta y cinco naves habían realizado el tornaviaje al concluir el año 1500, cuando Colón rendía su tercer viaje. La práctica totalidad de ellas traerían, como muestras, o como provisiones, productos vegetales de origen americano.
Antonio M. Regueiro y González-Barros. La flora americana en la España del siglo XVI.

Por otra parte, una vez descubierto el archipiélago filipino y la ruta para llegar a él a través del paso en el extremo meridional de América por Magallanes en su expedición (1519-1522), interesaba descubrir la ruta de retorno hacia el este hasta América, ya que el Tratado de Tordesillas impedía a España el establecimiento de una ruta marítima por el oeste, porque pasaría por la zona de jurisdicción portuguesa.

## Laruta de Filipinas
El llamado tornaviaje de Filipinas, llevado a cabo más de cuarenta años después del viaje de Magallanes por la expedición liderada por Miguel López de Legazpi, acompañado por el navegante Andrés de Urdaneta, supuso el establecimiento de la ruta conocida como del Galeón de Manila, también conocido como Galeón de Acapulco o Nao de China, que permitió traer a Europa, pasando por Manila y Acapulco, y de allí a Cádiz y Sevilla, por medio de la Flota de Indias, mercancías valiosas como sedas, porcelanas, té y otros productos exóticos de los países asiáticos. En el viaje de ida del Galeón, se mandaba de la Nueva España y Perú a las Filipinas la plata necesaria para abastecer a la Capitanía General de Filipinas.
El tornaviaje de Filipinas se atribuye comúnmente a Fray Andrés de Urdaneta. Dicho navegante zarpó el 1 de junio de 1565, a bordo de la nao San Pedro, desde Cebú con rumbo nordeste hacia Japón, aprovechando la corriente de Kuroshio, y a partir de allí navegaron manteniéndose entre los 30° y 39° de latitud hasta que el 18 de septiembre avistaron tierra de la isla de Santa Rosa, en la costa de California, desde donde llegaron, costeando, al puerto de Acapulco el 1 de octubre de 1565, tras un viaje de 7.644 millas.
A pesar del abrumador dominio de las referencias a Urdaneta como el realizador del primer tornaviaje, la bibliografía más reciente ha puesto de relieve que el mismo se debe a Alonso de Arellano, capitán del patache San Lucas (uno de los barcos de la flota de Legazpi). Arellano se anticipó cerca de dos meses a Urdaneta en la realización del tornaviaje, llegando al puerto de La Navidad (actual Barra de Navidad), el 9 de agosto de 1565. La posterior llegada de Urdaneta a Acapulco produjo la reacción de éste y el inicio de un pleito (formalmente de Legazpi contra Arellano) que germinó en la que puede denominarse Conspiración del Tornaviaje, que eliminó toda referencia a Arellano y dio primacía absoluta a Urdaneta.
En 1813, las Cortes de Cádiz decretaron la supresión del Galeón, decisión ratificada por Fernando VII el año siguiente; en 1815 llegó a Manila el último galeón, el San Fernando, también conocido como el Magallanes, pero tuvo que regresar de vacío a España porque las autoridades de Acapulco requisaron la mercancía que traía por última vez de las Filipinas.